# Stadslag

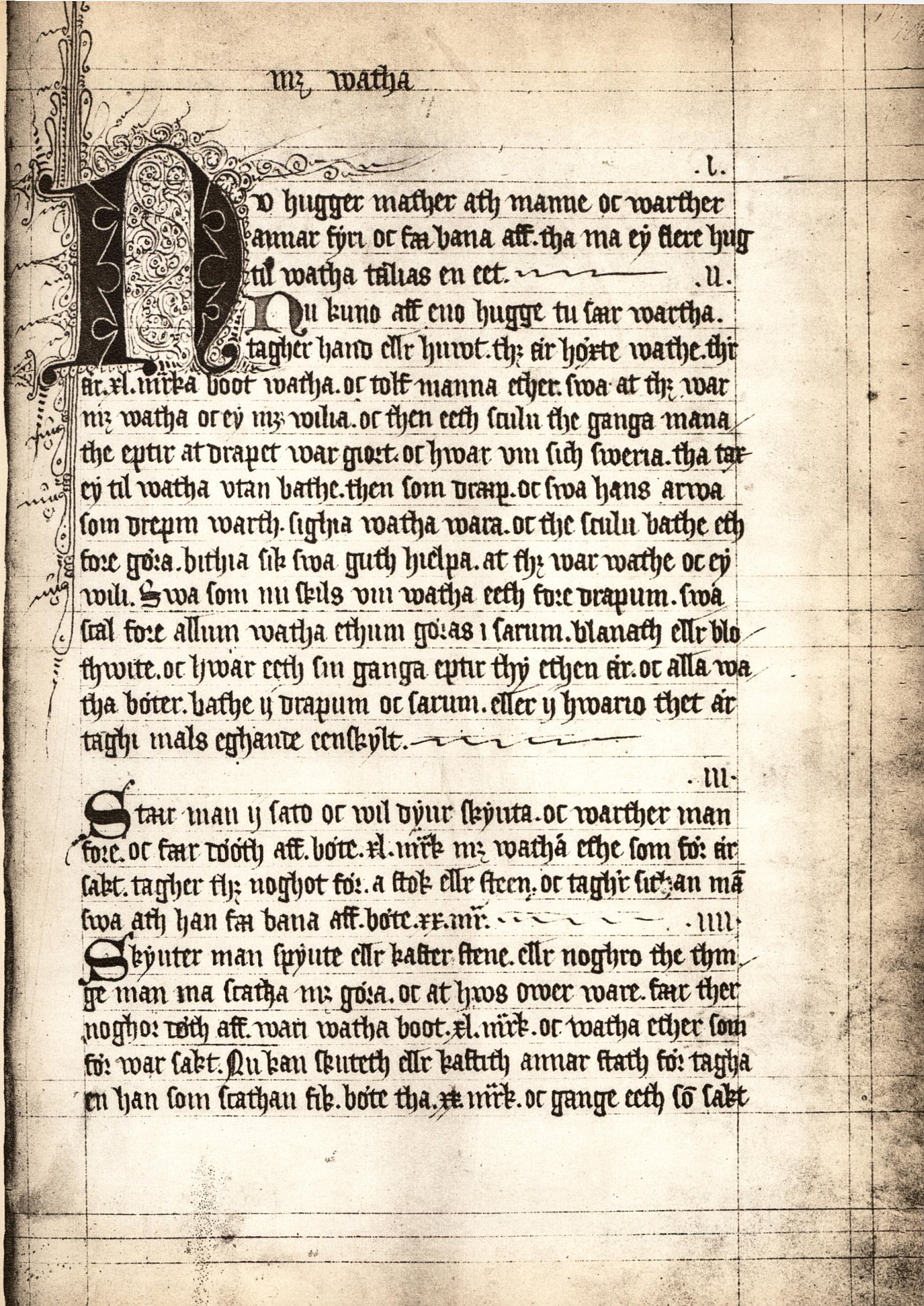
En sida ur av Konrad skrivare för Söderköpings stad utförd handskrift av Magnus Erikssons stadslag (1387). Innehåller de fyra första paragraferna ur balken »Drapmaal meth watha» (Om vådadråp).

Stadslagen är den lag som fram till 1736 gällde i de svenska städer som hade stadsprivilegier. I första hand avses kung Magnus Erikssons stadslag, eller den lag som gällde för städerna vid sidan av den för landsbygden gällande landslagen. 
I Sverige liksom i andra germanska länder uppstod särskilda stadslagar först under medeltiden. Uppkomsten av dessa lagar var en naturlig följd av städernas annorlunda rättsliv och självständiga rättsskipning. Sveriges äldsta stadslag är Bjärköarätten. 
Visby på Gotland hade sin särskilda lag. Dessutom har för Söderköping funnits en stadslag, varav dock endast ett obetydligt fragment bevarats. På grundval av landslagen och i städerna gällande rättssedvänjor har kung Magnus Erikssons stadslag utarbetats 1349–1357. Detta är den så kallade allmänna stadslagen, även benämnd den yngre stadslagen. De delar vari stadslagen avviker från landslagen har mer eller mindre likheter med de tyska stadslagarna från denna tid, detta till stor del beroende på det stora tyska inflytandet i Sverige. I vilken mån särskilda bestämmelser omedelbart hämtats från tyska källor har dock ännu inte fastställts i detalj. I tryckt form utkom stadslagen första gången 1618, försedd med stadfästelse av Gustav II Adolf. 
Stadslagen förblev liksom landslagen (Kristofers landslag) gällande till 1736, då båda lagarna ersattes av 1734 års lag.